# 美馬市立重清東小学校
美馬市立重清東小学校（みましりつ しげきよひがししょうがっこう）は、徳島県美馬市美馬町にあった公立小学校。

## 所在地
- 〒771-2106　　徳島県美馬市美馬町字大泉51番地の1

## 沿革
- 1874年　　荒川小学校を設立。
- 1881年　　沼田地区に校舎を建築移転し、重中小学校と改称。猿坂分教場を設立。東原地区に荒川小学校を設立。
- 1885年　　重中小学校は荒川小学校を吸収統合。猿坂分教場を荒川分校と改称。
- 1886年　　重中小学校を沼田小学校簡易科と改称。荒川分校を廃止併合。
- 1888年　　沼田簡易小学校と改称。
- 1890年　　沼田尋常小学校と改称。
- 1901年　　沼田尋常高等小学校と改称。高等科を併設。
- 1926年　　重清東尋常高等小学校と改称。大泉52番地の2に校舎を建築移転。
- 1941年　　重清村重清東国民学校と改称。
- 1947年　　重清村重清東小学校と改称。
- 1951年　　講堂（木造平屋建）を落成。
- 1955年　　創立80周年記念式典を挙行。校舎北校東4教室（木造二階建）を改築。
- 1956年　　校舎北校西4教室（木造二階建）を改築。
- 1957年　　美馬町重清東小学校と改称。
- 1963年　　防火水槽兼簡易プールを竣工。ミルク給食を開始。
- 1970年　　完全給食を開始。
- 1981年　　大泉51番地の1に校舎と体育館とプールを竣工。
- 1982年　　校章を制定。
- 1997年　　文部省生活科推進校指定研究発表会を開催。
- 1998年　　パソコン室にコンピューターを15台設置。プール改修塗装。PTA全国表彰受賞。
- 1999年　　PTA全国表彰受賞記念式典を挙行。校旗と図書と受賞記念碑を受贈。
- 2003年　　プール入水モニターを設置。コンピューターを31台設置。
- 2004年　　徳島県小学校教育研究発表会生徒指導研究大会を開催。
- 2005年　　町村合併のため美馬市立清重東小学校と改称。二学期制を導入。
- 2006年　　文部科学省「豊かな体験活動推進事業」を実施。
- 2007年　　徳島県教育委員会「学校版環境ISO」に認定。
- 2008年　　特別支援学級2学級を設置。
- 2010年　　重清北小学校を吸収統合。スクールバス運行開始。
- 2011年　　校舎と体育館の耐震及び塗装工事完了。美馬市「プラスワンステップアップ事業」を実施。遊具（雲梯・鉄棒）を新設。
- 2012年　　美馬市「プラスワンブラッシュアップ事業」を実施。文部科学省「人権教育研修指定校事業」を実施。
- 2013年　　文部科学省指定小学校人権教育研究発表会を開催。
- 2015年　　徳島県「学力向上支援事業」を実施。
- 2017年　　閉校式を挙行。

## 校歌
- 金沢治 作詞 ／ 園尾正夫 作曲

## 統廃合
美馬市立重清東小学校は2017年3月31日をもって、143年の歴史に幕を下ろした。在校生は、新設された美馬市立美馬小学校へ編入した。重清東小学校の校舎や施設は美馬市児童クラブ（児童館）として再利用されている。